# Одингон
Одингон (фр. Audinghen) насеље је и општина у североисточној Француској у региону Север-Па д Кале, у департману Па де Кале која припада префектури Булоњ сир Мер.
По подацима из 2011. године у општини је живело 593 становника, а густина насељености је износила 45,3 становника/km². Општина се простире на површини од 13,09 km². Налази се на средњој надморској висини од 68 метара (максималној 123 m, а минималној 0 m).

## Демографија
| 1962. | 1968. | 1975. | 1982. | 1990. | 1999. | 2011. |
| ----- | ----- | ----- | ----- | ----- | ----- | ----- |
| 409   | 457   | 461   | 468   | 503   | 548   | 593   |

График промене броја становника у току последњих година